# 油豆腐线粉汤
油豆腐线粉汤（上海话拼音：yeu deu vu sie fen thaon））也可称油豆腐粉丝汤，上海话中「线粉」即为粉丝，是一种著名的上海小吃，属于湿点。创始于1920年代初期，最早由小吃食摊经营者，价廉物美，颇受广大食客喜爱。
油豆腐线粉汤属于湿点，上海人吃点心，光吃干的不行，比如吃生煎馒头、小笼馒头、蟹壳黄等干点，必须搭配一碗湿点，最相宜的就是油豆腐线粉汤、鸡鸭血汤和咖喱牛肉汤。油豆腐线粉汤，顾名思义，就是油豆腐加线粉的汤，但上海传统的油豆腐线粉汤里，还会加上百叶包。